# Кокосовая религия

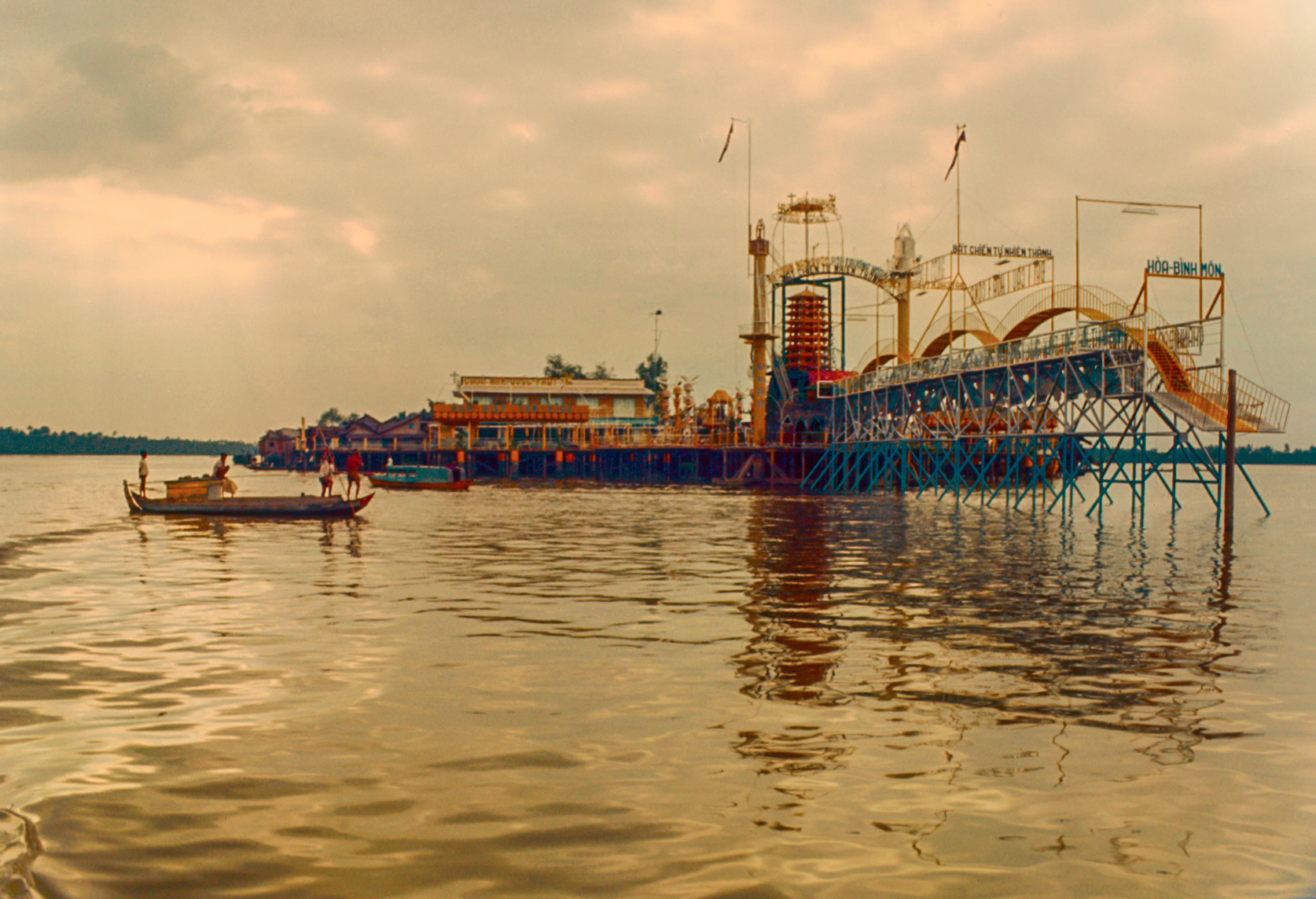
Плавучий храм Кокосовой религии, сфотографированный в 1969 году.

Кокосовая религия — религия, основанная Онг Дао Дуа в Бенче, Южный Вьетнам. Это была одна из многих религий на Юге, пока новое социалистическое правительство не отменило её в 1975 году. Дао Дуа выступал за религиозную гармонию, синтезируя многие религии, преимущественно буддизм и христианство. В настоящее время кокосовая религия не признана правительством Вьетнама в качестве религии.

## История
Кокосовая религия была основана в 1963 году вьетнамским мистиком и учёным Нгуен Тхань Намом, также известным как Кокосовый Монах (Онг Дао Дуа), Его Кокосовое Величество, Пророк Согласия и Дядя Хай (1909 – 1990). Нам, учившийся во французском университете, установил плавающую пагоду в южновьетнамском «Кокосовом королевстве», в провинции Бенче. Утверждается, что Нам в течение трёх лет питался только кокосами; в этот период он также практиковал медитацию на небольшой дорожке, сделанной из камня. Нам был кандидатом на президентских выборах в Южном Вьетнаме в 1971 году, но он снял свою кандидатуру, опасаясь ареста и вернулся в своё «Кокосовое королевство». Несмотря на его эксцентричное поведение, правительство Сайгона уважало его и называло Нама «религиозным человеком». Обычно он носил распятие на шее и был одет в традиционные буддийские одежды.
По оценкам, максимальное число последователей этой религии во всём мире составляло 4000 человек. Одним из выдающихся последователей был Джон Стейнбек IV, сын американского писателя Джона Стейнбека. Религия была признана «культом» и немедленно запрещена в 1975 году коммунистическими чиновниками.
Кокосовый монах умер при невыясненных обстоятельствах в 1990 году, что ознаменовало конец культа. Кокосовое поместье теперь служит туристической достопримечательностью во время тура по дельте реки Меконг.